# Bank Polska Kasa Opieki
Bank Polska Kasa Opieki Spółka Akcyjna eller Bank Pekao S.A. er en polsk bank. De tilbyder en universel bankforretning. Banken blev etableret i Warszawa i 1929 af Polens skatteministerium.